# 丸山邦男
丸山 邦男（まるやま くにお、1920年（大正9年）6月15日 - 1994年（平成6年）1月24日）は、日本の評論家。丸山幹治の三男、丸山鉄雄、丸山真男の弟。
日本ジャーナリスト専門学校講師。

## 生涯
兵庫県出身。早稲田大学中退。全日本炭鉱労働組合書記、雑誌編集者、1957年「ジャーナリストと戦争責任」で論壇に登場。1957年、大宅壮一が創設した「ノンフィクションクラブ」に参加する。
天皇制批判、マスコミ論、人物ルポルタージュなど。

## 著書
- 豚か狼か 三笠書房、1970.
- 天皇観の戦後史 白川書院、1975.
- 遊撃的マスコミ論 オピニオン・ジャーナリズムの構造 創樹社、1976.

## 共著
- 日本を創る表情 ルポルタージュ ヒロシマから沖繩まで 藤島宇内,村上兵衛共著 弘文社、1959.
- 学生 きみ達はどうするか 安田武共著 日本文芸社、1968. Apollo books

## 参考
- 日本人名大事典: